# 安芬兔脂鯉
安芬兔脂鯉，為輻鰭魚綱脂鯉目脂鯉亞目上口脂鯉科的其中一個種，分布於南美洲亞馬遜河流域，體長可達25公分，棲息在沙底質且流動快速的小溪流，以植物果實及葉子為食，生活習性不明，可做為食用魚及觀賞魚。